# Laodiceai Apollinaris
Laodiceai Apollinaris, egyéb nevein: Apollinariosz, Apollinarisz (ógörögül: Άπολλινάριος; Laodicea, 310 körül – Antiokheia, 390 körül) ókeresztény görög püspök, író, a nevéről elnevezett apollinarizmus mozgalom alapítója.

## Élete
Apollinaris az azonos nevű pap fiaként született a szír Laodiceában. 361 körül lett szülővárosában az ortodox egyházközség püspöke. Rendkívül sokoldalú író és nagy tudással bíró ember hírében állt, egyben barátságot ápolt Alexandriai Szent Atanázzal is. Bár elítélte az arianizmus Szentháromság-tanát, elfogadta annak krisztológiai tanításátː azaz tagadta Krisztusban a teljes emberi természetet, ehelyett a platóni úgynevezett trichotomia-elméletet vallotta. Úgy vélte, hogy a nousz helyére az isteni logosz lépett – tökéletes Isten és tökéletes ember pedig nem lehetnek egy személlyé. Ráadásul, ha Krisztusban megvolna a nousz is, megszűnnék a bűnnélküliség lehetősége, mert ahol nousz van, ott szabad akaratnak is kell lennie, és ezzel a bűn is átadódikː a megváltás pedig ki van zárva. Mivel Apollinaris a természetet azonosította a személlyel, két személyt feltételeznie pedig lehetetlen volt, következetesen azt tanította, hogy Krisztusban csak egy természet van. Tanítását 362-ben az alexandriai zsinat, 377-ben és 382-ben I. Damáz pápa, illetve 381-ben a konstantinápolyi zsinat ítélte el és őt eretnekké nyilvánították.

## Művei
Írásai közül csak a nem vitatottak maradtak fenn, amelyeket besoroltak az ortodox atyák írásai közé. 
- Kommentárok – elveszett – jelentéktelen töredékeket leszámítva – az ó- és újszövetségi könyvekhez írott Kommentárjai
- Apologetikai írások – elvesztek  Porphüriosz és Iulianus római császár ellen írt, mintegy 30 apologetikai műve
- Dogmatikai művek – elvesztek Apollinarisnak Órigenész, Alexandriai Szent Dénes, Küzikoszi Eunomiosz, Ankürai Markellosz, Tarzoszi Diodórosz, és Antiochiai Flaviosz ellen írt vitatkozó dogmatikai művei is. Ugyanakkor más szerzők neve alatt néhány ilyen témakörű alkotása megőrződöttː a) egy részletes Hitvallás Nazianzi Szent Gergely neve alatt, b) három mű (Quod unus sit Christus [prédikáció], De incarnatione De Verbi [levél?], Hitvallás Iovianus római császár ellen) Alexandriai Szent Atanáz neve alatt, c) ugyancsak három mű (De unione corporis et divinitatis in Christo, De fide et incarnatione, Levél egy Dionüsziosz nevű paphoz) I. Gyula pápa neve alatt. Dogmatikai fő művét Nüsszai Szent Gergely Antirheticusa alapján ismerjük
- Költői írások – Apollináris több dalt és ószövetségi tárgyat dolgozott fel metrikus módon. Ismert, hogy ezeknek tanítását Iulianus császár megtiltotta a klasszikus szerzők oktatását a keresztény iskolákbanː az így keletkezett hiányt igyekezett Apollinaris betölteni. Költeményei közül mindössze egy hexameterekben írt zsoltárparafrázisa maradt fenn
- Recapitulatio – a kis írás tévesen az Alexandriai Szent Atanáz neve alatt fennmaradt 5 Dialogi de sancta trinitate 5. dialógusa alapján rekonstruálható